# Трансдукція (мовна трансформація)
Трансдукція, Перекодування — один з видів мовної трансформації, при якому відбувається перекодування вихідного тексту однією мовою і генерування вторинного тексту іншою мовою, які, на відміну від традиційного перекладу, виробляються за умови відходу від сигнифікативного прагматичного значення вихідного тексту і збереження денотативного значення всієї інформації. Трансдукція лежить в основі реферативного перекладу.
Поняття трансдукції (Transduktion) запропонував К. Хенгст. На відміну від перекладу, характерним прикладом трансдукції є опублікований в реферативному збірнику реферат українською наукової статті, спочатку опублікованій, скажімо, англійською мовою.